# Szkoła na Słonecznej
Szkoła na słonecznej (oryg. Škola Na Výsluní) –  czeski serial obyczajowy dla młodzieży z 2006 roku w reżyserii Miroslav Balajka. Scenarzystami są: Eva Pelantova, Ivo Pelant, Zdena Svobodowa. W polskiej telewizji serial emitowała TVP Polonia.

## Spis odcinków
Serial liczy 13; 25 minutowych odcinków. 
1. Malý bojový šrám
2. Výbuch / Wybuch[3]
3. Žraločí ploutve na zázvoru / Rekin w sosie imbirowym[4]
4. Příliš tichá diskotéka
5. Nejhorší třída na škole  / Najgorsza klasa w szkole[5]
6. Světový rekord v hodu cihlou / Rekord świata w rzucie cegłą[6]
7. www.naseskola.cz
8. Láááááska! / Miłość[7]
9. Den zavřených dveří
10. Konec koček na výsluní
11. Tyčinky Danda
12. Výlet
13. Konec školy